# Граф (фильм, 2023)
«Граф» (исп. El Conde) — фильм чилийского режиссёра Пабло Ларраина, снятый в жанре чёрной комедии. Главную роль в нём сыграл Хайме Ваделл. 
Фильм был показан в рамках основной программы 80-го Венецианского кинофестиваля 31 августа 2023 года и получил Приз за лучший сценарий.

## Сюжет
Главный герой фильма — чилийский диктатор Аугусто Пиночет, ставший вампиром. После 250 лет жизни он решает умереть.

## В ролях
- Хайме Вадель — Аугусто Пиночет[2]
- Глория Мюнхмайер — Лусия Ириарт
- Альфредо Кастро[3]
- Каталина Герра —  Лусия Пиночет

## Премьера и восприятие
Фильм показали на 80-м Венецианском кинофестивале 31 августа 2023 года в рамках основной программы и получил Приз за лучший сценарий. 
Российский кинокритик Зинаида Пронченко охарактеризовала «Графа» как «одноразовое кино» с «лобовыми метафорами» на тему преступной природы власти. Тамара Ходова раскритиковала его за неоригинальность. Андрей Плахов увидел в стилистике «Графа» режиссёрскую изобретательность, а в сюжете — «издержки левацкой повестки».
Антон Долин и Андрей Плахов оценили фильм на 7 баллов из 10, Станислав Зельвенский — на 6.